# Semida Silveira

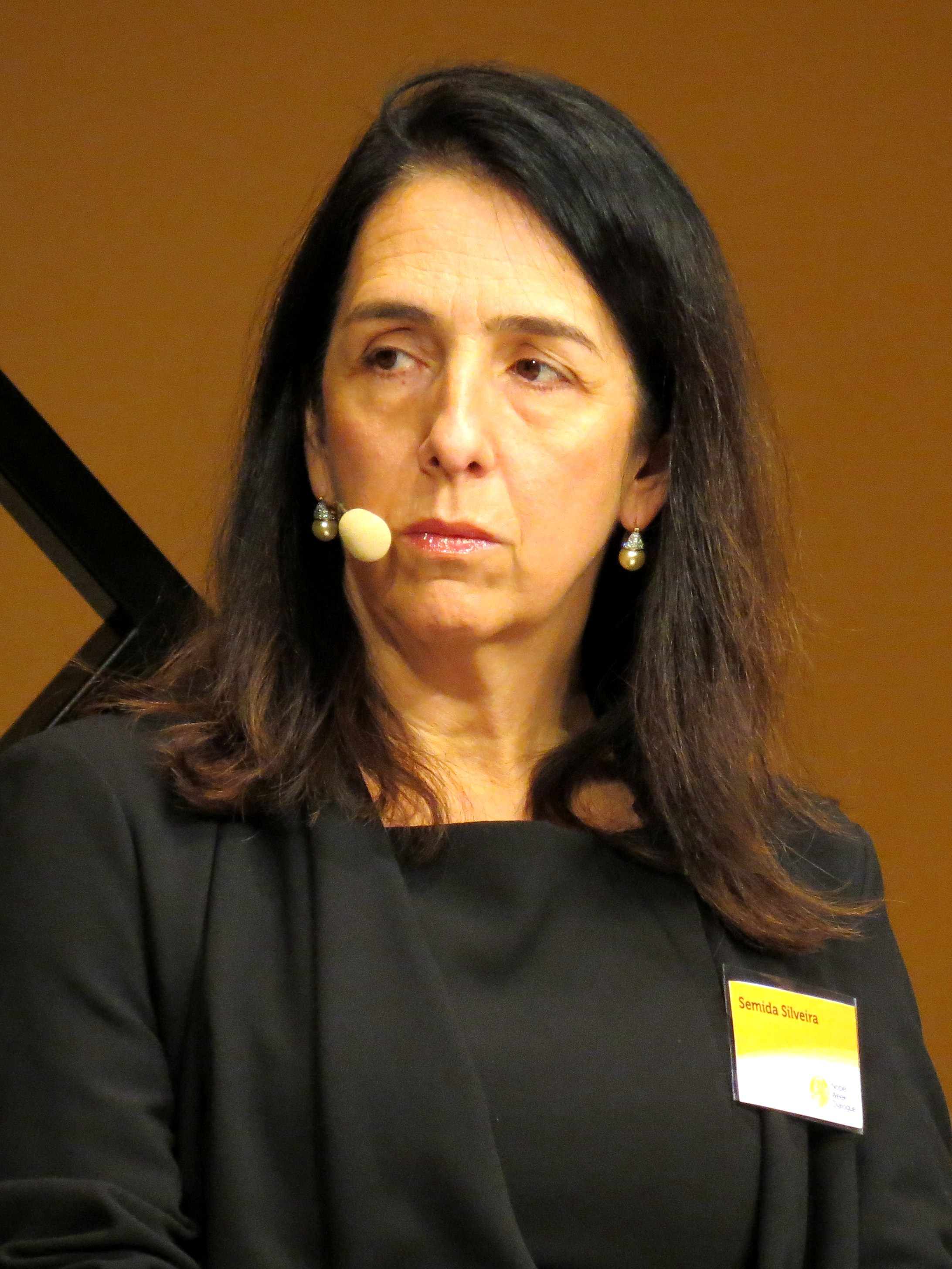
Semida Silveira vid Nobel Week Dialogue 2013.

Semida Silveira, född 1961, är en svensk-brasiliansk hållbarhetsexpert och professor vid Cornell University.
Silveira utbildade sig först till arkitekt vid Universidade Federal de Minas Gerais i Belo Horizonte. Hon påbörjade 1989 en doktorandutbildning på Kungliga Tekniska högskolan (KTH) inom regional planering och disputerade 1993. Hon var 1999–2007 hållbarhetsexpert på Statens energimyndighet innan hon 2007 blev professor i energisystemplanering vid KTH. Sedan 2022 är hon professor vid Cornell University, Ithaca, USA.